# 폴란드 외교부
폴란드 외교부(폴란드어: Ministerstwo Spraw Zagranicznych)는 폴란드 공화국의 국제 관계를 유지하고 유럽 연합 및 유엔과 같은 국제·지역·초국가적 정치 조직에 대한 폴란드의 참여를 조정하는 임무를 맡은 정부 부서로 외무부의 역할을 한다. 2023년 12월 취임한 라도스와프 시코르스키가 외교부장관직을 맡고 있다.

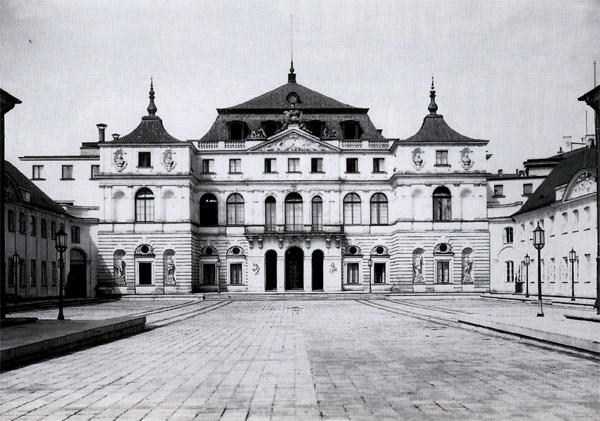
전간기 동안 본부로 사용한 수도 바르샤바 중심부의 로코코 양식의 브륄 궁전

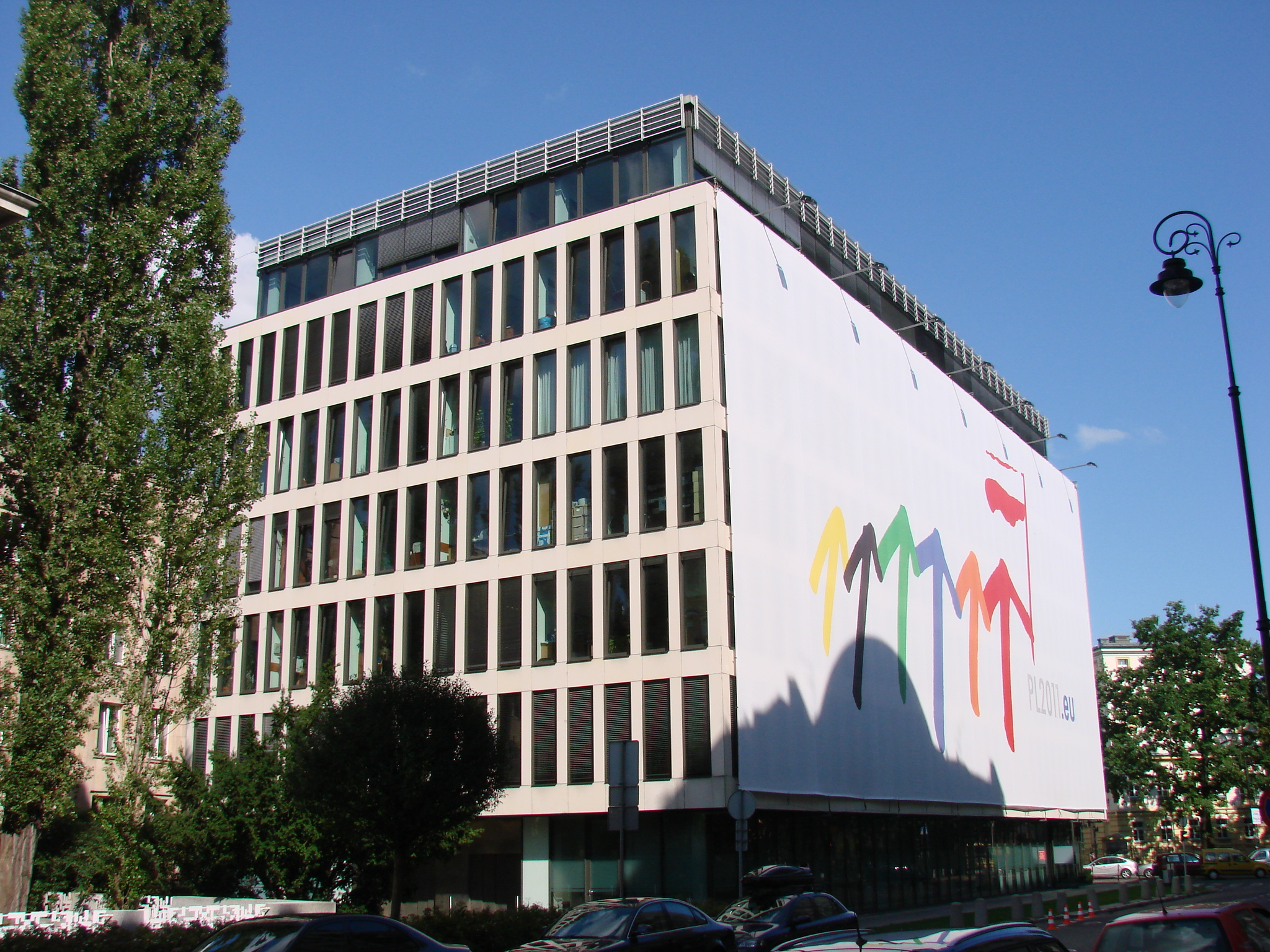
슈차 애비뉴 21번지의 아르티콤 사무실신청사

## 역할
외교부는 자국과 다른 국가 간의 우호 관계를 유지하는 역할을 담당한다. 전 세계의 모든 폴란드 외교 공관은 동 부에 종속되며 대사는 국가원수인 폴란드 대통령으로부터 신임장을 받는다.
또한 폴란드에서 가장 중요한 부처 중 하나로 간주되며, 장관은 폴란드 정계에서 가장 영향력 있는 인물 중 한 명이다.

## 조직

### 지역사무부
지역사무부는 특정 부서의 관할 영역 내 국가의 내부 상황과 정치를 감시하기 위해 존재한다. 주로 양자 관계 발전 조정 업무를 맡는데, 가령, 파트너 국가들과 다자간 협력 구조에 참여하는 문제나 지역 간 협력을 주로 담당한다.
현재 다음과 같은 지역 사무 부서가 있다.
- 행정 사무실
- 아태과
- 기밀정보보호국
- 기록 및 정보 관리국
- 통제 및 감사국
- 재정국
- 인사부국
- 인프라국
- 아프리카·중동과
- 영사과
- 개발 협력과
- 경제협력과
- 유럽연합법과
- 외교정책 전략과
- 문화외교과
- 미주과
- 유럽 문제 위원회
- 유엔 및 인권과
- 외교 의정서
- 국장실
- 동부부
- EU 경제부
- 유럽 정책과
- 정보기술통신실
- 외무부 감사원
- 법률 및 조약부
- MFA 보도실
- 장관 비서실
- 운영 센터
- 정치국장실
- 보안

## 같이 보기
- 폴란드의 재외공관 목록
- 폴란드의 대외 관계